# Gemma Augustea
Gemma Augustea е обработен полускъпоценен камък от римската древност.
Състои се от двупластов арабски оникс, sardonyx и е 19 x 23 cm голям. Поставен е на златна обиколка с орнаменти.
На горния регистър на картината тронт император Август до богинята Рома, коронован от Ойкумена (Oikumene). В лявата страна на картината неговият наследник Тиберий слиза от една колесница, водена от богинята на победата Виктория. В долната част на картината победоносни римски легионери строят един tropaion (паметник на победата), победени „варвари“ наблюдават сцената.
Полускъпоценният камък e произведен вероятно след 10 г. в работилницата на резача на камъни Диоскурид в Рим.
Бижуто Gemma Augustea се намира в Музея на историята на изкуствата във Виена (Inv.-Nr. AS IXa 79).